# Great Bear Lake Airport
Great Bear Lake Airport är en flygplats i Kanada.   Den ligger i territoriet Northwest Territories, i den centrala delen av landet, 3 500 km nordväst om huvudstaden Ottawa. Great Bear Lake Airport ligger 263 meter över havet.
Terrängen runt Great Bear Lake Airport är huvudsakligen platt. Great Bear Lake Airport ligger uppe på en höjd. Trakten runt Great Bear Lake Airport är nära nog obefolkad, med mindre än två invånare per kvadratkilometer.. Det finns inga samhällen i närheten.
Omgivningarna runt Great Bear Lake Airport består huvudsakligen av skogstundra.